# سلطعونات صفراء
السلطعونات الصفراء (الاسم العلمي: Xanthidae)، هي فصيلة سلطعونات تعرف باسم سلطعونات حصوية أو سلطعونات الطين أو سلطعونات الحطام. غالبًا ما تكون السلطعونات الصفراء ذات ألوان زاهية وهي شديدة السمية وتحتوي على سموم لا يمكن تخلص منها عن طريق الطهي ولا يُعرف لها ترياق. تتشابه السمومها مع تيترودوتوكسين والساكسيتوكسين (ذيفانٌ عصبيٌّ في الرخويات) التي تنتجها أسماك الينفوخ، ويمكن أن تنتجها البكتيريا في جنس بكتيريا الضمة التي تعيش في تكافل مع السلطعونات، غالبًا V. alginolyticus و V. parahaemolyticus.